# 그리녹 모턴 FC
그리녹 모턴 FC(Greenock Morton Football Club, Greenock Morton F.C.)는 스코틀랜드 그리녹의 축구 클럽으로, 현재 스코티시 챔피언십에서 활동하고 있다.
그리녹 모턴은 1874년에 모턴 FC(Morton Football Club)로 창단된 클럽으로 스코틀랜드의 가장 오래된 성인 축구팀 중 하나이다. 1994년에 연고지인 그리녹과의 유대를 기념하기 위해서 그리녹 모턴 FC로 클럽 이름을 변경하여 현재에 이르고 있다.

## 성적
- 스코틀랜드 컵 우승 1회 (1922), 준우승 1회 (1948)
- 스코틀랜드 리그 컵 준우승 1회 (1964)
- 스코틀랜드 챌린지 컵 준우승 1회 (1993)
- 스코틀랜드 프리미어리그 준우승 1회 (1917)
- 스코틀랜드 풋볼 리그 1부 우승 6회 (1950, 1964, 1967, 1978, 1984, 1987), 준우승 3회 (1900, 1929, 1937)
- 스코틀랜드 풋볼 리그 2부 우승 2회 (1995, 2007), 준우승 1회 (2006)
- 스코틀랜드 풋볼 리그 3부 우승 1회 (2003)

## 선수 명단

### 현역
참고: FIFA 자격 규정에 따라 소속된 국가대표팀 국기를 표시합니다. 선수는 복수의 FIFA 비회원국 국적을 가지고 있을 수 있습니다.
| 번호 | 포지션 | 국적 | 이름 |
| ---- | ------ | ---- | ---- |

| 번호 | 포지션 | 국적 | 이름 |
| ---- | ------ | ---- | ---- |

## 역대 감독
| 감독          | 임기        |
| ------------- | ----------- |
| 요나탄 요한손 | 2018 ~ 2019 |